# Droga pożarowa

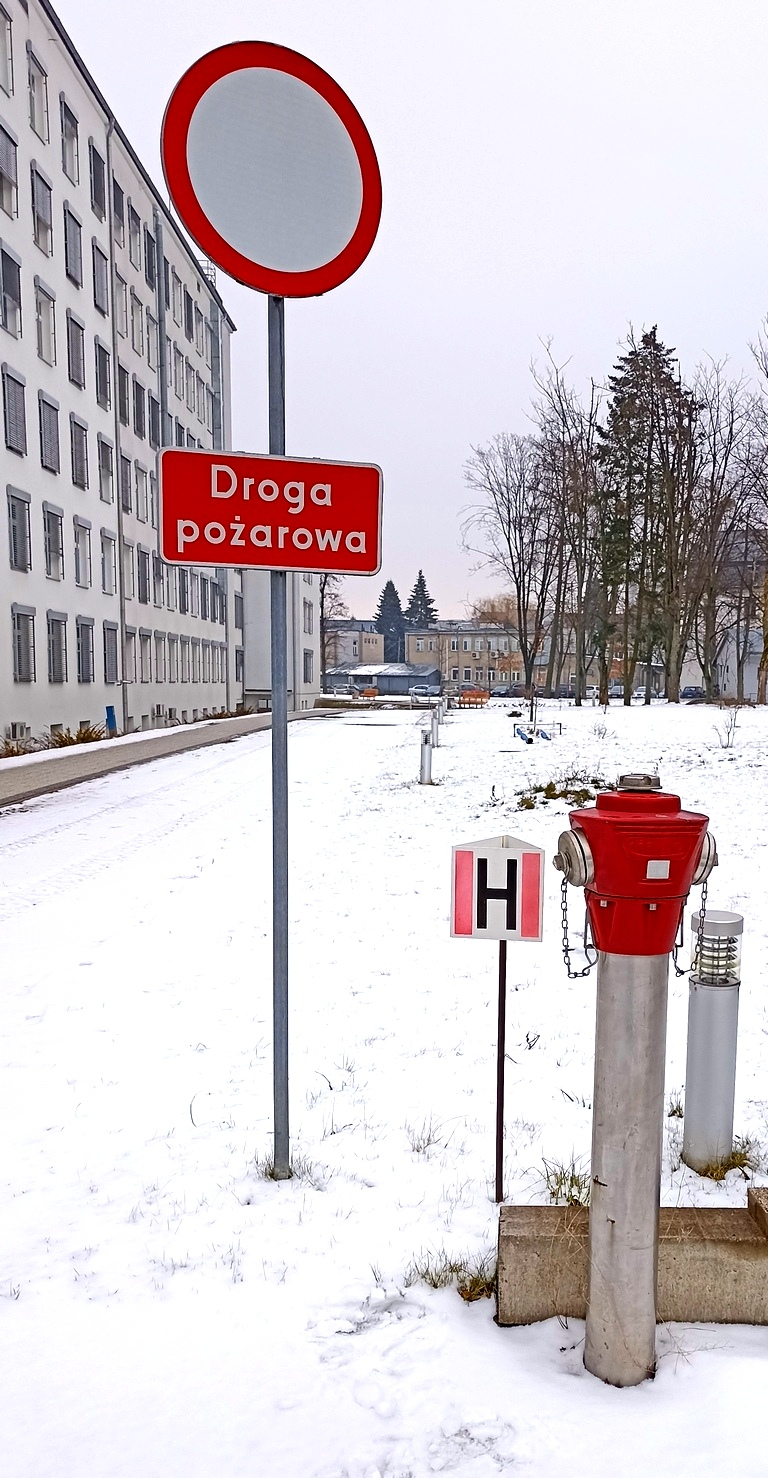
Znak "Droga pożarowa"

Droga pożarowa – nawierzchnia utwardzona, zapewniająca swobodny dojazd jednostkom ochrony przeciwpożarowej do budynków i innych obiektów budowlanych niezależnie od pory dnia i roku. Droga pożarowa musi spełniać parametry określone w przepisach. Droga pożarowa może przebiegać po jezdni, chodniku, ścieżce rowerowej, placu czy nawet po odpowiednim przygotowaniu po terenach zielonych.

## Obowiązki właścicieli obiektów
Do przygotowania budynku, obiektu budowlanego lub terenu do prowadzenia akcji ratowniczej, co wiąże się z doprowadzeniem drogi pożarowej do budynków, które tego wymagają, obowiązany jest właściciel danego obiektu. Właściciel lub zarządca utrzymuje drogi pożarowe w stanie umożliwiającym wykorzystanie ich przez pojazdy jednostek ochrony przeciwpożarowej zgodnie z przepisami. Do budynków nie wymagających doprowadzenia drogi pożarowej, właściciel musi zapewnić dostęp służbom ratowniczym.

## Przepisy dotyczące dróg pożarowych
- Ustawa o ochronie przeciwpożarowej z dnia 24 sierpnia 1991[8];
- Rozporządzenie Ministra Infrastruktury z dnia 12 kwietnia 2002 w sprawie warunków technicznych, jakim powinny odpowiadać budynki i ich usytuowanie[9];
- Rozporządzenie Ministra Spraw Wewnętrznych i Administracji z dnia 24 lipca 2009 w sprawie przeciwpożarowego zaopatrzenia w wodę oraz dróg pożarowych[10];
- Rozporządzenie Ministra Spraw Wewnętrznych i Administracji z dnia 7 czerwca 2010 w sprawie ochrony przeciwpożarowej budynków, innych obiektów budowlanych i terenów[11];

## Oznakowanie dróg pożarowych
Do oznaczania dróg pożarowych służy znak ochrony przeciwpożarowej z napisem "Droga pożarowa". Tym znakiem drogi pożarowe powinny być oznakowane przy wszystkich wjazdach. Należy go umieścić po prawej stronie jezdni, na wysokości co najmniej 2 m od nawierzchni drogi. Powiadamia on o przebiegu drogi umożliwiającej dojazd pojazdów jednostek ochrony przeciwpożarowej do obiektu. Jest to informacja dla wszystkich użytkowników drogi, aby nie zastawiać i blokować dojazdu.
Znak ten należy do grupy znaków informacyjnych PPOŻ i BHP. Nie znajduje się on w katalogu znaków i sygnałów drogowych. Podstawą do interwencji policji i straży miejskiej może być sytuacja, gdy znakowi „Droga pożarowa” towarzyszy znak B-35 (Zakaz postoju) lub B-36 (Zakaz zatrzymywania się).